# Коста ла Траљија (Латина)
Коста ла Траљија је насеље у Италији у округу Латина, региону Лацио.
Према процени из 2011. у насељу је живело 65 становника. Насеље се налази на надморској висини од 113 м.